# Usselner Viadukt
Der Usselner Viadukt ist eine vierbogige, einspurige Eisenbahnbrücke der Uplandbahn in Usseln, einem Ortsteil der Gemeinde Willingen (Upland) im nordhessischen Landkreis Waldeck-Frankenberg (Deutschland).

## Geographische Lage
Der Viadukt, beim Kilometer 57,9 der von Korbach über Brilon Wald nach Brilon Stadt führenden Uplandbahn, überbrückt das Tal der Diemel und eine Ortsstraße (die „Sportstraße“) im Südwesten der Ortslage von Usseln. Der Bahnhof Usseln befindet sich etwa 800 m weiter östlich.

## Brückendaten
Der Viadukt ist 86 m lang. Es handelt sich um eine Bogenbrücke aus Naturstein mit vier Brückenbögen mit jeweils 16 m Spannweite, drei Brückenpfeilern und zwei Widerlagern. Die Lichte Höhe der beiden mittleren Bögen beträgt 17 m.

## Geschichte
Der Viadukt wurde von 1914 bis 1916 von der Königlich Preußischen Staatseisenbahn durch die Eisenbahndirektion Cassel erbaut, als Teil der am 2. April 1917 mit der Eröffnung des Willinger Viadukts und damit der Teilstrecke Usseln–Willingen fertiggestellten Bahnstrecke Wega–Brilon Wald (im Abschnitt Korbach–Brilon Wald Uplandbahn genannt). Er wird – nach einer zwischenzeitlichen Unterbrechung von 1999 bis 2003 – noch heute für den Eisenbahnverkehr genutzt.
Im November 1999 musste der Verkehr auf der Bahnstrecke unter anderem wegen Mängeln an den Viadukten bei Willingen, Usseln, Rhena und Bömighausen vorübergehend eingestellt werden. Mit einem von einem Kasseler Ingenieurbüro entwickelten Verfahren wurden die Viadukte bei Usseln und Willingen 2002 bzw. 2003 saniert. Die Pfeiler, deren Inneres aus geschüttetem Beton unterschiedlicher Qualität und Festigkeit bestand, wurden mit zahlreichen Bohrungen von 80 mm Durchmesser bis in die Fundamente und die Gewölbebögen mit Bohrungen von 30 mm Durchmesser versehen, und diese Löcher wurden dann mit einer Zementsuspension gefüllt, was nach dem Aushärten für neue Festigkeit sorgte. Die Außenfassade wurde mit Wasserdruck von 2000 bar gereinigt, loses Gestein wurde abgetragen, und dann wurde mit Spritzbeton eine neue Außenhülle hergestellt. Auch der Überbau der beiden Viadukte wurde komplett erneuert, wobei die aus dem Jahr 1916 stammenden Schwellen durch Y-förmige Stahlschwellen und auch die Schienen aus dem Jahr 1960 ersetzt wurden. Die kleineren Viadukte bei Rhena und Bömighausen wurden 2003 grundlegend erneuert. Nach diesen umfassenden Sanierungsarbeiten konnte der Bahnbetrieb auf der Strecke im Dezember 2003 wieder aufgenommen werden.